# Jan Gorenc
Jan Gorenc, né le 26 juillet 1999 à Brežice en Slovénie, est un footballeur slovène qui joue au poste de défenseur central à l'Olimpija Ljubljana.

## Biographie

### En club

#### Formation en Slovénie
Né à Brežice, Jan Gorenc est rapidement repéré par le NK Krško. Il joue son premier match le 4 décembre 2016 face au NK Domžale en PRVA Liga. Il marque son premier but professionnel le 3 avril 2018 face au NK Triglav Kranj. Il y disputera 33 rencontres pour un but inscrit.
Le 8 août 2018, il signe au NK Olimpija participant au championnat de PRVA Liga. Il joue son premier match le 17 octobre 2018 lors d'une victoire 5-0 face à au FC Koper en Coupe de Slovénie. Il y jouera seulement quatre rencontres.
Le 15 janvier 2020, il signe au NŠ Mura participant au championnat de PRVA Liga. Il joue son premier match le 23 février 2020 lors d'une victoire 2-1 face à au NK Domžale. Il marque son premier but sous ses nouvelles couleurs le 13 juin 2020 face au NK Tabor Sežana. Avec ce club, il remportera le Championnat de Slovénie de football et disputera ses premiers matchs européens notamment la Ligue Europa Conférence. 

#### KAS Eupen
Le 1er juillet 2022, il signe en faveur du club belge de la KAS Eupen . Il joue son premier match avec sa nouvelle équipe le 19 août 2022 face au RFC Seraing lors de la cinquième journée de Jupiler Pro League.

## Palmarès
| NK Olimpija - Coupe de Slovénie (1) - Vainqueur : 2019 NŠ Mura - Championnat de Slovénie (1) - Champion : 2021 - Coupe de Slovénie (1) - Vainqueur : 2020 |
| |